# 霜田恵美子
霜田 恵美子（しもだ えみこ）は、日本のイラストレーター。

## 略歴
おもに1980年代に活躍し、山崎春美率いるバンドTACOのセカンドアルバムのジャケットや雑誌「ビックリハウス」の表紙を手掛けた。その後、ニューヨークに移住した。

## 著作
- 画集『一生のお願い』ソニーマガジンズ、1984年
- 『ライブ!ニューヨークから』日本交通公社出版事業局、1992年